# Camponotus quadrisectus
Camponotus quadrisectus é uma espécie de inseto do gênero Camponotus, pertencente à família Formicidae.